# Brian Thomas Jr.
Brian Thomas Jr. (* 8. Oktober 2002 in Walker, Louisiana) ist ein US-amerikanischer American-Football-Spieler auf der Position des Wide Receivers. Er spielte für die LSU Tigers der Louisiana State University und wurde in der ersten Runde des NFL Draft 2024 von den Jacksonville Jaguars ausgewählt.

## Frühe Jahre und College
Thomas wurde in Walker, Louisiana geboren, wo er auch aufwuchs. Er besuchte die Walker High School, an der er in der Football- und Basketballmannschaft aktiv war. Nachdem er in seinem Freshman-Jahr jedoch nur in der Basketballmannschaft zum Einsatz gekommen war, entwickelte er sich ab seinem zweiten Highschooljahr zu einem wichtigen Bestandteil der Footballmannschaft. In seinem Junior-Jahr konnte er 75 Pässe für 1272 Yards und 17 Touchdowns fangen, in seinem Senior-Jahr 30 Pässe für 507 Yards und 7 Touchdowns. Aufgrund dieser Leistungen galt er als einer der besten Spieler seines Jahrgangs in seinem Bundesstaat und wurde zum All-American-Bowl eingeladen. Daneben konnte er als Basketballspieler über 1000 Punkte in drei Jahren erzielen und mit seiner Schule die 5A-Meisterschaft im Staat Louisiana gewinnen, wobei Thomas zum MVP des Finalspiels gewählt wurde.
Nach seinem Highschoolabschluss entschied er sich, ein Stipendienangebot der Louisiana State University aus dem nahe gelegenen Baton Rouge anzunehmen. Dort wurde er auf Anhieb ein wichtiger Spieler in der Offense der LSU Tigers. So kam er in den drei Jahren an der Schule in insgesamt 38 Spielen zum Einsatz, in denen er 127 Pässe für 1297 Yards und 24 Touchdowns fangen konnte. Dabei konnte er besonders in seinem Junior-Jahr überzeugen, in dem er 68 Pässe für 1177 Yards und 17 Touchdowns fing. Mit 17 Touchdowns erzielte er die meisten in der NCAA Division I FBS. Gemeinsam mit seinem Teamkollegen Malik Nabers verhalf er so seinem Quarterback Jayden Daniels zum Gewinn der Heisman Trophy. Für seine guten Leistungen wurde er ins Second-Team All-SEC gewählt. Auch mit seinem Team war er erfolgreich, so konnten sie 2022 den Citrus Bowl sowie 2023 den ReliaQuest Bowl gewinnen. Nach der Saison 2023 gab Thomas bekannt, dass er am NFL-Draft 2024 teilnehmen werde.

## NFL
In der ersten Runde des NFL Draft 2024 wurde Thomas Jr. an 23. Stelle von den Jacksonville Jaguars ausgewählt. In seiner ersten NFL-Saison gelangen ihm gleich mehrere Spiele mit über 100 Yards Raumgewinn, darunter ein 85-Yards-Touchdown nach Pass von Trevor Lawrence in Woche 4 gegen die Indianapolis Colts. Er entwickelte sich im Laufe der Saison zum Fixpunkt in der Offensive der Jaguars. Seine 87 gefangenen Pässe für 1282 Yards und 10 Touchdowns waren jeweils Rookie-Rekorde für das Franchise aus Jacksonville. Am Ende der Saison wurden seine konstant guten Leistungen mit der Nominierung für den Pro Bowl belohnt. Er war Finalist bei der Wahl zum Offensive Rookie of the Year und belegte dort am Ende Platz 4.

### NFL-Statistiken
| 2024                               | Jaguars | 17 | 16 | 87 | 1282 | 14,7 | 85 | 10 | 0 | 0 |
| Total                              | Total   | 17 | 16 | 87 | 1282 | 14,7 | 85 | 10 | 0 | 0 |
| Quelle: pro-football-reference.com |         |    |    |    |      |      |    |    |   |   |